# Saint-Offenge-Dessous
Saint-Offenge-Dessous és un antic municipi francès, situat al departament de la Savoia i a la regió d'Alvèrnia-Roine-Alps. L'any 2007 tenia 565 habitants.
Des de l'1 de gener de 2015, Saint-Offenge-Dessous va fusionar amb Saint-Offenge-Dessus i conformen el municipi nou de Saint-Offenge.

## Demografia

### Població
El 2007 la població de fet de Saint-Offenge-Dessous era de 565 persones. Hi havia 204 famílies de les quals 40 eren unipersonals (24 homes vivint sols i 16 dones vivint soles), 48 parelles sense fills, 92 parelles amb fills i 24 famílies monoparentals amb fills.
La població ha evolucionat segons el següent gràfic:
Habitants censats

### Habitatges
El 2007 hi havia 261 habitatges, 213 eren l'habitatge principal de la família, 43 eren segones residències i 5 estaven desocupats. 238 eren cases i 22 eren apartaments. Dels 213 habitatges principals, 188 estaven ocupats pels seus propietaris, 23 estaven llogats i ocupats pels llogaters i 2 estaven cedits a títol gratuït; 2 tenien una cambra, 9 en tenien dues, 21 en tenien tres, 54 en tenien quatre i 127 en tenien cinc o més. 188 habitatges disposaven pel capbaix d'una plaça de pàrquing. A 81 habitatges hi havia un automòbil i a 119 n'hi havia dos o més.

### Piràmide de població
La piràmide de població per edats i sexe el 2009 era:
| Homes | Edats   | Dones |
| ----- | ------- | ----- |
| 0     | 95 o +  | 0     |
| 0     | 90 a 94 | 0     |
| 4     | 85 a 89 | 8     |
| 0     | 80 a 84 | 0     |
| 8     | 75 a 79 | 4     |
| 12    | 70 a 74 | 24    |
| 8     | 65 a 69 | 4     |
| 12    | 60 a 64 | 4     |
| 8     | 55 a 59 | 0     |
| 20    | 50 a 54 | 8     |
| 12    | 45 a 49 | 20    |
| 28    | 40 a 44 | 20    |
| 32    | 35 a 39 | 28    |
| 24    | 30 a 34 | 24    |
| 8     | 25 a 29 | 20    |
| 4     | 20 a 24 | 8     |
| 20    | 15 a 19 | 12    |
| 20    | 10 a 14 | 8     |
| 24    | 5 a 9   | 20    |
| 20    | 0 a 4   | 20    |

## Economia
El 2007 la població en edat de treballar era de 364 persones, 292 eren actives i 72 eren inactives. De les 292 persones actives 273 estaven ocupades (147 homes i 126 dones) i 19 estaven aturades (8 homes i 11 dones). De les 72 persones inactives 20 estaven jubilades, 28 estaven estudiant i 24 estaven classificades com a «altres inactius».

### Ingressos
El 2009 a Saint-Offenge-Dessous hi havia 229 unitats fiscals que integraven 614 persones, la mediana anual d'ingressos fiscals per persona era de 20.701 €.

### Activitats econòmiques
Dels 25 establiments que hi havia el 2007, 2 eren d'empreses alimentàries, 8 d'empreses de construcció, 2 d'empreses de comerç i reparació d'automòbils, 3 d'empreses de transport, 2 d'empreses d'hostatgeria i restauració, 1 d'una empresa d'informació i comunicació, 4 d'empreses de serveis, 1 d'una entitat de l'administració pública i 2 d'empreses classificades com a «altres activitats de serveis».
Dels 7 establiments de servei als particulars que hi havia el 2009, 1 era un paleta, 2 guixaires pintors, 1 fusteria, 1 lampisteria, 1 electricista i 1 restaurant.
L'any 2000 a Saint-Offenge-Dessous hi havia 15 explotacions agrícoles que ocupaven un total de 522 hectàrees.

## Poblacions més properes
El següent diagrama mostra les poblacions més properes.